# Norman Drummond
Norman „Norrie“ Drummond (* 28. Dezember 1939 in Strathaven) ist ein ehemaliger schottischer Radrennfahrer.

## Sportliche Laufbahn
Drummond war im Straßenradsport aktiv. Er ging als Amateur für einige Zeit nach Belgien, wo er bis zur Einberufung zum Militärdienst 1958 Rennen fuhr. Dort trainierte er mit Albéric Schotte, der ihn auch mit Rennmaterial unterstützte. 1962 kehrte er nach Schottland zurück. 1961 wurde Drummond hinter Hugh McGuire Zweiter im Scottish Milk Race. 1963 gewann er dieses Etappenrennen vor Hector Mackenzie. Drummond war Mitglied der schottischen Nationalmannschaft und bestritt mit ihr 1963 die Internationale Friedensfahrt. Drummond belegte  den 83. Gesamtrang. Er gewann 1963 das Douglas Road Race und die West of Scotland Championship.
Er war 1956 Initiator der Drummond Trophy, ein schottisches Eintagesrennen, das mehr als 50 Jahre lang ausgetragen wurde.